# Chiesa di San Pietro a Coppito
La chiesa di San Pietro di Coppito è un edificio religioso dell'Aquila, capoluogo del quarto di San Pietro.
Deve la sua realizzazione ai castellani di Coppito, che contribuirono così alla fondazione della città nel XIII secolo, ma viene considerata la più antica delle chiese aquilane intra moenia poiché edificata sul luogo di un precedente tempio. Nel XIV secolo è stata elevata a chiesa capoquarto, titolo che condivide con le concittadine Santa Giusta, Santa Maria Paganica e San Marciano.
La chiesa vanta una lunga e complessa vicenda costruttiva, conclusasi nel 1971 con il ripristino della struttura in stile romanico. Danneggiata dal terremoto del 2009, ha riaperto il 29 giugno 2024, dopo essere stata sottoposta a lavori di ristrutturazione.

## Storia
La chiesa venne eretta nel 1254 probabilmente sul luogo di un preesistente tempio dalla datazione assai precedente alla fondazione dell'Aquila, dagli abitanti del castello di Coppito — anticamente noto come Poppleto, oggi frazione cittadina — che la intitolarono all'apostolo Pietro a imitazione della chiesa posta nel loro centro d'origine, diventando assai presto centro di aggregazione della nuova città e dell'omonimo quartiere.
L'edificio doveva già essere in piedi nel 1257, quando cioè l'arciprete di San Pietro firmò, con il collega di San Vittorino e quello di Barete, il trattato per l'unione delle diocesi di Amiterno e Forcona. La prima edificazione — su una già citata preesistenza, visibile soprattutto nelle fattezze proto-gotiche della navata di destra fu presto sostituita da una seconda sullo stesso luogo, successiva alla distruzione della città da parte di Manfredi di Sicilia e databile al 1266. All'intervallo tra il 1266 e il 1280, è invece databile l'elevazione della torre campanaria, simile a quella della basilica di Santa Maria di Collemaggio dello stesso periodo.
La chiesa venne poi rinnovata più volte nel corso dei secoli: ai primissimi anni del Trecento risale la facciata, mentre dopo il terremoto del 1315 furono costruite le tre absidi ampliate rispetto alle precedenti, il fianco sinistro e, probabilmente, il portale principale, simile a quello dell'altra chiesa capoquarto di Santa Maria Paganica. Al XIV secolo viene anche riferito l'apparato decorativo. Successivamente all'arrivo dei Gesuiti in città nel 1599, San Pietro fu sottoposta a nuovi ampliamenti, tra cui la realizzazione di una cappella alla destra del transetto dedicata a Santa Margherita; a questa si aggiunse, forse, una seconda cappella dedicata alla Concezione di cui non è rimasta documentazione.
San Pietro e l'intero quartiere subirono danni gravissimi dal terremoto dell'Aquila del 1703: crollarono la facciata, la torre campanaria e scomparvero le cappelle della Concezione e di Santa Margherita, realizzate tra fine Cinquecento e inizio Seicento. La ricostruzione ebbe tempi molto lunghi e portò a una radicale modifica dell'impianto interno, trasformato in aula unica aperta in due cappelle laterali e allungata sino all'abside maggiore, voltata a botte e decorata in stile barocco. Nel XIX secolo, per volontà dell'arciprete Filippo Camilli, l'edificio venne sormontato da una cupola (1862) e dotata di una nuova facciata (1870).

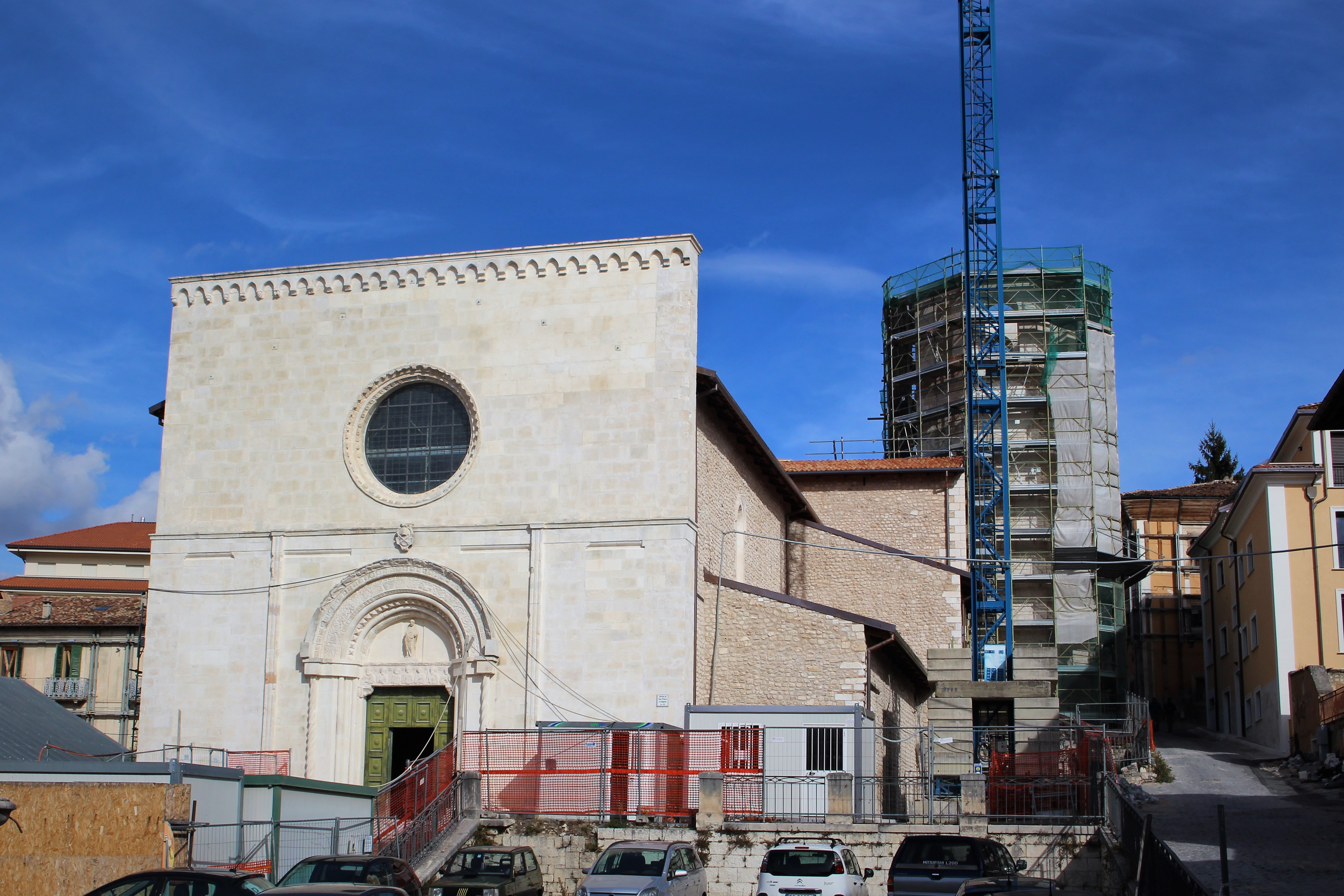
La chiesa durante i lavori di ricostruzione successivi al sisma del 2009

Tra il 1969 e il 1971, la chiesa venne infine sottoposta a un intervento di restauro operato dall'allora sovrintendente Mario Moretti che — come per altre architetture cittadine, tra cui la citata basilica di Santa Maria di Collemaggio — smantellò quasi completamente l'apparato decorativo settecentesco e sbassò i volumi; successivamente, per motivi d'omogeneità, si decise di modificare anche la facciata esistente, caratterizzata da un altissimo frontone ottocentesco di stile neo barocchetto divenuto anche instabile, riproponendo il fronte tipico della scuola aquilana di stile romanico. La ricostruzione avvenne secondo la tecnica dell'anastilosi, limitata tuttavia agli elementi originari della facciata (quali il portale, il rosone e le cornici) mentre il resto del materiale utilizzato è moderno.
Nel 2009 San Pietro è stata gravemente danneggiata da un nuovo violento sisma, subendo il collasso della sommità della facciata, il crollo parziale dell'abside e della torre campanaria e numerose altre lesioni. L'edificio è stato sottoposto a un nuovo intervento di ristrutturazione; i lavori sulla facciata si sono conclusi nel 2014 mentre quelli sull'interno della chiesa e sulla torre campanaria nell'ottobre 2018. Il 29 giugno 2024, dopo un lungo restauro ha riaperto al pubblico e al culto.

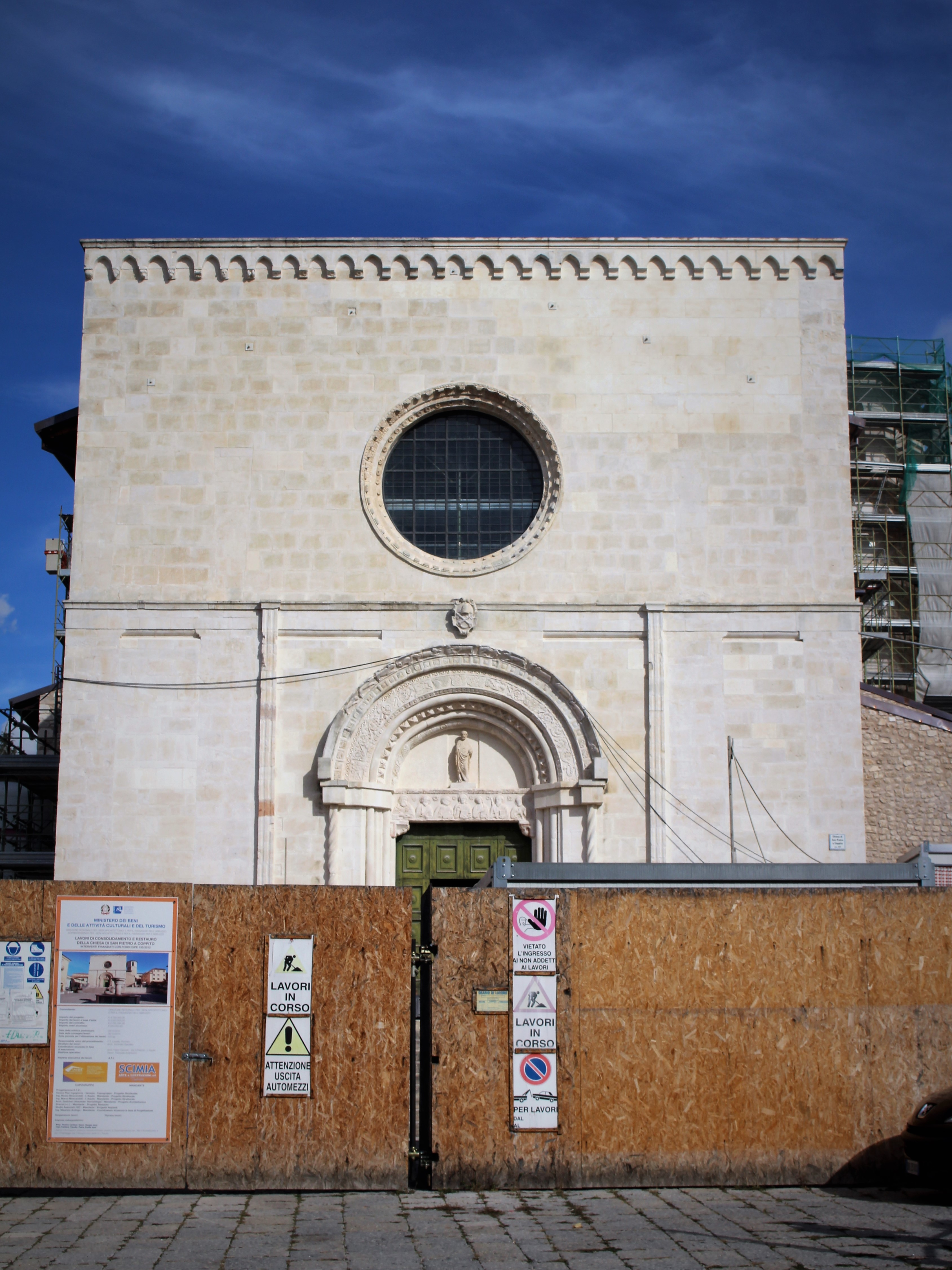
Particolare della facciata in stile romanico durante i lavori di ricostruzione successivi al sisma del 2009

## Descrizione
La chiesa è posta al centro del quarto di San Pietro di cui costituisce il capoluogo, all'incrocio tra il decumano cittadino di via Roma e il cardo principale del quarto, ossia via Coppito.
È posta a margine di una piccola piazza di forma irregolare, in un'area suggestiva del centro storico ma paradossalmente caratterizzata storicamente da «edifici piuttosto modesti», salvo il palazzo Porcinari che ne costituisce la quinta orientale. La collocazione della chiesa del tutto incoerente rispetto all'impianto urbanistico della città angioina, indicherebbe la preesistenza dell'edificio religioso al momento dello sviluppo della maglia urbana.
Come da tradizione cittadina, al centro della piazza è presente una fontana di forma ottagonale con quattro cannelle e recante, nel parapetto frontale a via Roma, lo stemma dell'Aquila. La fontana è posta lateralmente all'asse visivo che congiunge il portale della chiesa con la prospiciente via San Domenico.

### Esterno
La facciata è volta a meridione e posta rialzata rispetto alla quota della piazza al termine di una breve gradinata. Si tratta di una ricostruzione di un'ipotetica facciata, nello stile medievale della scuola aquilana, realizzata tra il 1969 e il 1971 sul luogo della precedente in stile tardo-barocco.
Per l'edificazione della nuova facciata in falso storico vennero prese a riferimento le chiese aquilane del XIII secolo tra cui, forse, la scomparsa chiesa di San Martino in piazza Chiarino, demolita negli anni Trenta e caratterizzata anch'essa da un fronte quadrangolare. Questo particolare disegno di facciata — la cui origine assai dibattuta potrebbe derivare o da complessi significati simbolici o più semplicemente da ragioni statiche — è tuttora presente in numerose altre chiese come San Marciano, Santa Maria di Roio e San Quinziano.
La facciata si presenta piatta e luminosa, in pietra bianca, con coronamento orizzontale ad arcatelle cieche su mensole zoomorfe; quest'ultima caratteristica, venne dettata dalla tipologia degli elementi originari riproposti poi sapientemente nella ricostruzione del fronte. È suddivisa in due ordini da una cornice marcapiano, rimossa dalla precedente facciata ottocentesca e riposizionata nella nuova con la tecnica dell'anastilosi.
L'ordine inferiore ripartito in tre settori, con quello centrale caratterizzato da un portale rettangolare incassato in un'arcata a tutto sesto [n. 1]. Questo, ricco di notevoli motivi ornamentali in bassorilievo, è caratterizzato da un architrave con figure di Cristo e degli Apostoli e sovrastato da una statua di Pietro apostolo di fattura moderna. Il riferimento principale per il portale parrebbe essere la chiesa di Santa Maria Paganica, anch'essa capoquarto, il cui portale è databile al 1308. Ai lati dell'ingresso sono due leoni in pietra di epoca romana, probabilmente provenienti dagli scavi di Amiternum e ivi traslati nel XIX secolo. Nell'ordine superiore, in corrispondenza con il portale, si apre un ampio rosone, originario in buona parte dei materiali seppur mancante della raggiera romanica; è possibile che nella chiesa duecentesca anche l'ordine superiore potesse essere tripartito, come peraltro nella coeva chiesa di Santa Giusta.

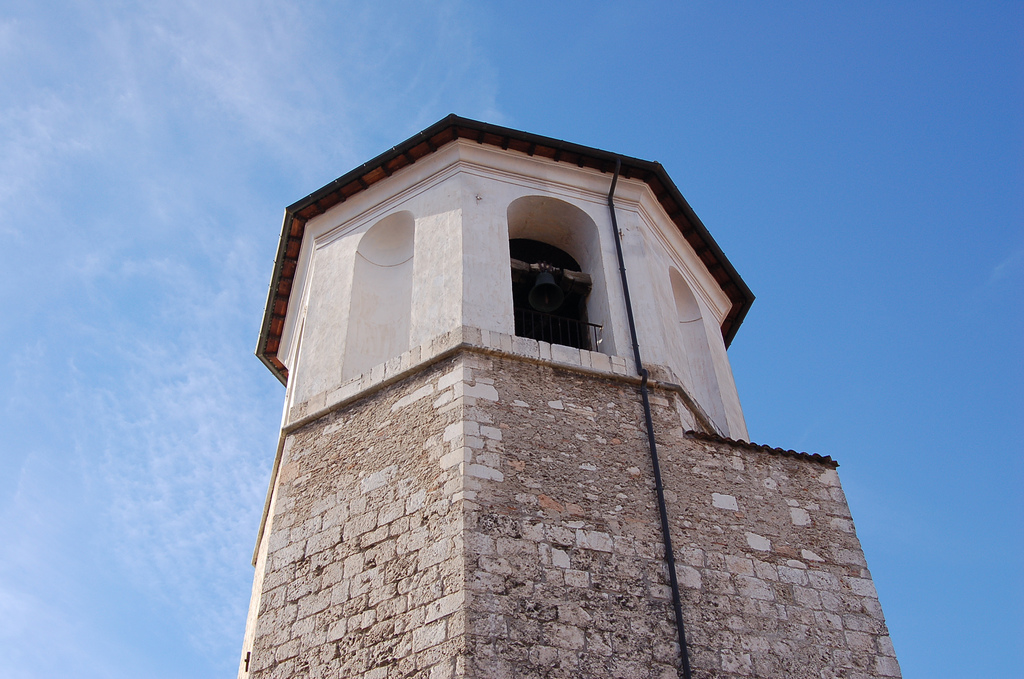
La torre campanaria di San Pietro [n. 7

Sul prospetto di sinistra si apre un portale laterale in stile borgognone [n. 5], quindi databile al periodo della dominazione angioina (1266-1280).
I volumi della chiesa ripropongono il dualismo interno tra il piedicroce e il transetto, con la copertura di quest'ultimo che sovrasta in maniera evidente la copertura dell'aula. Elemento di contrasto nelle volumetrie è anche la massiccia torre campanaria a pianta ottagonale [n. 7], innestata tra l'abside laterale di destra e la sporgenza del transetto; la torre, anch'essa tradizionalmente datata alla seconda metà del XIII secolo, presenta decisi riferimenti all'analogo torrione laterale della basilica di Santa Maria di Collemaggio e ad altre strutture d'influenza federiciana come la Torre Angioina del santuario di San Michele Arcangelo a Monte Sant'Angelo (FG). La terminazione a cuspide, presente nella chiesa barocca, è stata rimossa con i lavori di ripristino del 1969-1971.
Sul retro, il volume della chiesa si affossa rispetto alla quota della strada. Sul motivo di effettuare uno sbancamento — in una città che nel XIII secolo era stata appena fondata e disponeva quindi di ampi spazi pianeggianti — possono essere fatte diverse ipotesi; è assai probabile che la chiesa originaria dovesse essere più modesta dell'attuale, forse limitata all'attuale piedicroce e solo successivamente sviluppatasi nel transetto.

### Interno
L'impianto di San Pietro, caratterizzato da numerosi ampliamenti e trasformazioni, risulta uno dei più complessi nell'ambito dell'architettura religiosa aquilana.

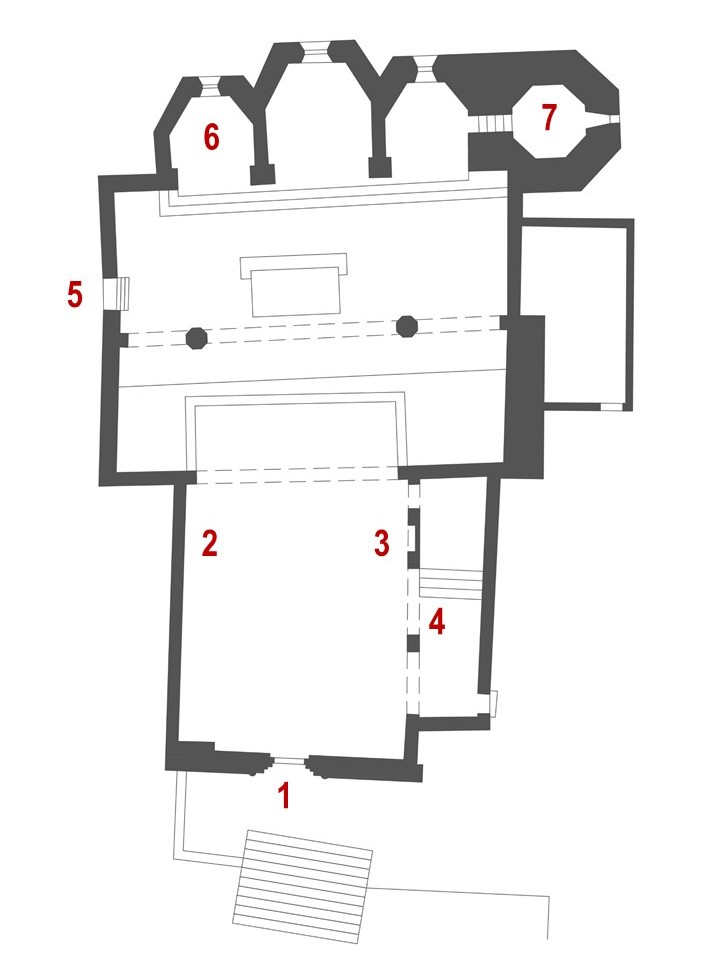
Planimetria della chiesa con indicazione dei principali monumenti

Secondo un'opinione piuttosto diffusa tra gli storici del XX secolo, tra cui il Gavini, l'impianto originario duecentesco potrebbe essere stato a tre navate, più equilibrato dell'attuale e di alcune strutture coeve come ad esempio la chiesa di Santa Giusta; tale ipotesi, dettata dalla presenza di una navatella alla destra del piedicroce, è invece — secondo altri studiosi, tra cui l'Antonini — stata smentita dalle operazioni di ripristino delle strutture medievali con il restauro del 1969-1971.
Attualmente, l'interno consta di un'aula unica a pianta rettangolare e copertura lignea, movimentata dalla sola presenza a destra di una navatella con arcate a tutto sesto: a sinistra non v'è corrispondenza con un'eventuale navata scomparsa, non essendovi tracce di arcate nella muratura, che — costituita dal cosiddetto opus aquilanum (apparecchio aquilano), cioè a cortina scoperta d'intonaco — è con ogni probabilità quella della chiesa originaria. Sulla stessa parete di sinistra, un'edicola ogivale presenta la Madonna con Bambino e i Santi Antonio Abate e Giovanni Battista, affresco di Paolo da Montereale del XVI secolo [n. 2]. Sulla destra, invece, un arcosolio reca una Madonna di Loreto dello stesso periodo [n. 3], mentre sulle arcate della navatella è presente una Crocifissione con Madonna e San Giovanni d'origine trecentesca [n. 4].
Il termine del piedicroce è evidenziato dalla presenza di un grande arco a tutto sesto di concezione moderna, inserito per motivi strutturali, superato il quale si entra in un'area della chiesa decisamente inusuale e originale. Questo spazio realizzato nella fase tardo duecentesca, di forma quadrangolare e allargato rispetto all'aula, costituisce una sorta di anti-transetto prima che una nuova arcata — costituita da tre bucature, con la centrale a tutto sesto e le laterali a sesto acuto — immetta nel transetto vero e proprio; l'arcata poggia su pilastri ottagonali, anch'essi tardo duecenteschi e del tutto analoghi a quelli presenti nelle basiliche di San Giuseppe Artigiano e Santa Maria di Collemaggio.
Il transetto presenta sulla sinistra l'ingresso secondario [n. 5] e sulla destra un'arcata tamponata che originariamente immetteva in una cappella laterale, oggi scomparsa; si tratta probabilmente della cappella di Santa Margherita, edificata dai Gesuiti nel XVI secolo e sulle sue strutture oggi insiste la sacrestia. L'edificio termine senza coro, con un fondale caratterizzato da tre profondi spazi absidali presentati da tre archi ogivali. Dall'abside di destra si accede alla torre campanaria, caratterizzata da una raffinata scala a chiocciola [n. 7].
La semplicità dell'interno, che ora si presenta essenziale nelle sue forme architettoniche, doveva contrastare con un le pitture che probabilmente occupavano l'intera superficie della chiesa. Di questo imponente apparato decorativo rimane oggi il ciclo con La leggenda di San Giorgio [n. 6] posto nell'abside di sinistra, rinvenuto con i ripristini del Moretti e vicino ad Antonio d'Atri, se non opera della sua bottega. Gli affreschi sono anticipati dalla didascalia:
QN S. GIORGIU LIBERÒ LA TUSELLA DALLU DRAU
L'affresco presenta, nella parte inferiore, la raffigurazione di san Giorgio che combatte il drago: secondo alcune ipotesi, si tratta in realtà del racconto in chiave simbolica di alcuni episodi della storia cittadina e in particolare della guerra dell'Aquila che si combatté nel XV secolo tra l'esercito di Antonuccio Camponeschi (San Giorgio) e quello di Braccio da Montone (il drago). Di difficile interpretazione sono anche le scene dipinte nella parte superiore, probabilmente a simboleggiare l'una il difficile periodo della dominazione aragonese e l'altra il buon governo degli angioini.
Le numerose irregolarità in pianta — il piedicroce sghembo rispetto al transetto, a sua volta fortemente asimmetrico, e la presenza di una sola navatella laterale che peraltro non immette nell'area presbiteriale — testimoniano come l'intero impianto non sia sorto in maniera omogenea nel XIII secolo ma sia frutto di sostanziali rifacimenti successivi. È tuttavia da considerare l'ipotesi che il mancato parallelismo tra i due spazi principali della chiesa non sia un involontario errore di costruzione, bensì sia dettato anch'esso da esigenze di simbolismo massicciamente presente nelle chiese aquilane; convinzioni tradizionali difatti sostengono che tale rotazione — peraltro presente anche in altri edifici religiosi, come la già citata chiesa di Santa Giusta — rappresenti l'inclinazione del capo nel Cristo morto sulla croce.

### Annotazioni
1. ↑  La chiesa è anche conosciuta con il nome di San Pietro di Coppito o, più semplicemente, San Pietro; la specifica del nome è da intendersi come riferimenti al locale di Coppito intra moenia in cui l'edificio è situato, anche per distinguerlo dalla chiesa di San Pietro di Sassa, situata invece nel locale di Sassa. Non va confuso con la chiesa di San Pietro posta nella frazione cittadina di Coppito, cioè esterna alle mura cittadine, e che difatti è anche conosciuta con il nome di San Pietro fuori le mura.
2. ↑  I monumenti individuati in pianta sono i seguenti:

  1. Portale principale
  2. Madonna con bambino e i Santi Antonio da Padova e Giovanni Battista, Paolo da Montereale
  3. Madonna di Loreto, autore ignoto
  4. Crocifissione con Madonna e San Giovanni, autore ignoto
  5. Portale laterale
  6. La leggenda di San Giorgio, autore ignoto
  7. Torre campanaria.

### Fonti
1. 1 2 3  Antonini, p. 43.
2. 1 2 3 4 5 6 7 8   Regione Abruzzo, Chiesa di San Pietro di Coppito, su regione.abruzzo.it. URL consultato il 18 novembre 2017 (archiviato dall'url originale il 1º dicembre 2017).
3. 1 2  https://abruzzoweb.it/laquila-il-29-giugno-riapre-a-15-anni-dal-sisma-la-chiesa-di-san-pietro-a-coppito/
4. ↑  https://abruzzoweb.it/sisma-2009-riapre-in-centro-dopo-oltre-15-anni-la-meravigliosa-chiesa-di-san-pietro-a-coppito/
5. 1 2 3 4 5 6  Antonini, p. 26.
6. ↑  Antonini, p. 34.
7. 1 2  Antonini, pagg. 36 - 37.
8. ↑  Antonini, p. 44.
9. ↑  Antonini, pagg. 46 - 47.
10. 1 2   Mario Moretti, Restauri d'Abruzzo (1966-1972), Roma, De Luca, 1972,  p. 172.
11. 1 2 3 4 5 6  Antonini, p. 30.
12. ↑   Protezione Civile, Scheda di valutazione e censimento dei danni: Complesso monumentale e Chiesa di San Pietro di Coppito (PDF), su terremotoabruzzo09.itc.cnr.it. URL consultato il 18 novembre 2017 (archiviato dall'url originale il 21 novembre 2011).
13. ↑   Ricostruzione: a cinque anni dal terremoto, San Pietro a Coppito torna al suo splendore, in news-town.it, 5 aprile 2014. URL consultato il 18 novembre 2017 (archiviato dall'url originale il 24 gennaio 2019).
14. ↑  San Pietro a Coppito, torna a splendere la chiesa capoquarto.
15. ↑  Antonini, p. 25.
16. ↑   Raffaele Colapietra, L'Aquila dell'Antinori. Strutture sociali ed urbane della città nel Sei e Settecento, L'Aquila, Colacchi, 2002,  p. 966.
17. ↑  Antonini, p. 40.
18. ↑   Regione Abruzzo, Fontana in Piazza San Pietro di L'Aquila, su regione.abruzzo.it. URL consultato il 18 novembre 2017 (archiviato dall'url originale il 1º dicembre 2017).
19. 1 2 3 4 5  Antonini, p. 33.
20. 1 2 3 4 5  Antonini, p. 31.
21. ↑  Antonini, p. 32.
22. 1 2 3  Antonini, p. 36.
23. 1 2 3 4  Antonini, p. 29.
24. 1 2  Touring Club Italiano, p. 107.
25. ↑  Gavini, p. 206.
26. ↑  Gavini, p. 124.
27. 1 2 3 4  Antonini, p. 28.
28. ↑  Cristiana Pasqualetti, Ascendenze emiliano adriatiche nella pittura abruzzese dell'ultimo quarto del Trecento: nuovi affreschi di Antonio d'Atri nella chiesa di San Domenico all'Aquila, in «Prospettiva» 133, 2009, pagg. 46 - 68.
29. 1 2 3   Fulvio Giustizia, San Pietro a Coppito, nella chiesa un affresco la storia del XV secolo, in ilcapoluogo.it, 19 febbraio 2016..